# Республика Жулиана
Республика Жулиана (порт. República Juliana) — самопровозглашённое государство, существовавшее на территории бразильской провинции Санта-Катарина с 24 июля по 15 ноября 1839 года.
Республика Жулиана была провозглашена в ходе войны Фаррапус 24 июля 1839 года, когда восставшие, при поддержке Джузеппе Гарибальди, захватили Лагуна и переименовали его в Жулиану. Однако взять столицу провинции, город Дештерру (ныне Флорианополис), повстанцам не удалось, так как их флот был разгромлен имперским флотом на реке Массиамбу.
Новая республика не просуществовала и четырёх месяцев: уже в ноябре имперским войскам удалось вернуть Лагуну под свой контроль и вытеснить повстанцев с территории Санта-Катарины.

## Наследие
Муниципалитет Лагуна по-прежнему находится под сильным влиянием Республики Жулиана. Его флаг состоит из зелёного, белого и жёлтого цветов, используемых сепаратистами. Также в Лагуне ежегодно отмечается день независимости Республики Жулиана и Тома де Лагуна.
В течение 1990-х годов в регионе появились новые сепаратистские движения. В Лагуне 18 июля 1992 года было создано сепаратистское движение O Sul é o Meu País («Юг — моя страна»), стремящееся через демократические процедуры и плебисцит к отделению Южного региона Бразилии (с целью сформировать новую страну). Это движение ссылается как на Республику Жулиана, так и на Республику Риу-Гранди. Существует также ещё одно движение: «Движение за независимость Пампы», образованное в 1990 году, которое направлено на отделение от Бразилии.